# Юшківорізька сільська рада
Юшківорізька сільська рада (до 2018 року — Петрівська) — колишній орган місцевого самоврядування у Таращанському районі Київської області з адміністративним центром у с. Юшків Ріг.

## Населені пункти
Сільській раді підпорядковані населені пункти:
- с. Юшків Ріг

## Склад ради
Рада складається з 12 депутатів та голови.

### Керівний склад ради
| ПІБ                      | Основні відомості                                                                     | Дата обрання | Дата звільнення |
| ------------------------ | ------------------------------------------------------------------------------------- | ------------ | --------------- |
| Нечай Микола Миколайович | Сільський голова, 1946 року народження, освіта, член Соціалістичної партії України    | 26.03.2006   | 31.10.2010      |
| Рябчун Леонід Романович  | Сільський голова, 1961 року народження, освіта середня загальна, член Партії регіонів | 31.10.2010   |                 |

Примітка: таблиця складена за даними сайту ВРУ